# 京都市営バス梅津営業所
京都市営バス梅津営業所（きょうとしえいバスうめづえいぎょうしょ）は京都市右京区西院笠目町にある京都市営バスの営業所。整備は西日本ジェイアールバスの再委託で、ケーテー自動車工業に委託されている。
本項目では、前身となった四条営業所についても記載する。

## 概要
右京区と市内中心部を結ぶ路線を伝統的に受け持つ。また、旧五条営業所による運行であったみぶ操車場を経由する循環系統、右京区北部（宇多野・御室地区）と市内中心部を結ぶ路線も受け持つ。なお、以前は右京区と市内中心部を結ぶ多区間系統も多く受け持っていたが、現在は一部が洛西営業所に移管されている。
合理化に伴い、敷地の一部は隣接する京都外国語大学に売却され、それに伴って最寄り停留所名も「梅津車庫前」から「京都外大前」に改称されている。しかし五条営業所の廃止で201号系統や宇多野・山越方面への系統と京都定期観光バスを受け持つようになったことから、職員駐車場の立体化と整備工場の移転で収容台数を増やしている。
担当系統の節に記載の通り、一部の系統は西日本ジェイアールバスに委託運行している。
操車業務は、山越操車場（最寄停留所は山越中町）、衣笠操車場（最寄停留所は立命館大学前）、壬生操車場（最寄停留所はみぶ操車場前）、三哲操車場（最寄停留所は下京区総合庁舎前）でも行なっている。

## 沿革
- 1967年12月2日 - 京都市営バス梅津営業所を開設する[2]。
- 1979年5月21日 - 八条営業所、北野支所の廃止、洛西営業所開設に伴い、3、3甲、7、8、11、12、15、27、28、32、38、48、52、58、61、67、67甲、70、74、91、91甲、212甲の各系統を運行するようになる[2]。
- 1981年5月29日 - 地下鉄烏丸線開通に伴い[2]、路線再編が実施される。この時、3、8、11、13、28、32、52、55、61、80、91、92、東10の各系統の運行と変更された。
- 1982年 - 52号系統を五条営業所に移管する。84号系統が五条営業所から移管される。
- 1983年11月1日 - 80号、東10号系統を、醍醐営業所に移管する。71号系統が五条営業所から移管される。
- 1986年
  - 3月31日 - 13号系統（甲、内回り）を横大路営業所に、24号系統を五条営業所に、55号系統を烏丸営業所に、91号系統を洛西営業所に、それぞれ移管する。6号系統が九条営業所から、27、93号系統が高野営業所から、それぞれ移管される。
  - 10月25日 - 92号系統を烏丸営業所に、93号系統を錦林営業所に、それぞれ移管する。55号系統が烏丸営業所から移管される。
- 1988年6月11日 - 13号系統から撤退する。43号系統が横大路営業所から移管される。
- 1989年7月1日 - 43号系統を横大路営業所に、93号系統を錦林営業所に、それぞれ移管する。24号系統が五条営業所から、27号系統が錦林営業所から、それぞれ移管される。
- 1990年4月12日 - 最寄停留所名を梅津車庫前から京都外大前に変更する。
- 1993年6月1日 - 31号系統が烏丸営業所から移管される。
- 1997年
  - 6月4日 - 6号系統を五条営業所に移管する。80号系統が醍醐営業所から、91号系統が洛西営業所から移管される。
  - 10月12日 - 24号、61号系統を廃止する。71号系統を九条営業所に、93号系統を錦林支所に移管する。6号系統が五条営業所から、27号系統が錦林営業所から移管される。
- 1999年3月22日 - 6号系統を九条営業所に、31号系統を烏丸営業所に、55号系統を西賀茂営業所に移管する。5号系統が錦林支所から移管される。
- 2001年3月24日 - 75号、急行101号、201号系統が五条営業所から、93号系統が錦林出張所から移管される。5号系統を錦林出張所および九条営業所に、28号、91号系統を洛西営業所に移管する。
- 2003年
  - 1月23日 - 五条営業所廃止に伴い[2]、10号、26号、59号、78号、急行100号系統と京都定期観光バスを移管する。
  - 3月16日 - 78号、84号系統を横大路営業所に移管する。
- 2004年
  - 3月20日 - 8号系統を横大路営業所に移管する。
  - 11月1日 - 75号系統を横大路営業所に移管する。
- 2005年3月12日 - 26号系統を九条営業所に移管する。71号系統が九条営業所から移管される。
- 2006年3月11日 - 51号系統が西賀茂営業所から移管される。10号、11号、51号、59号、71号、93号系統を京阪バスに委託する。
- 2007年3月10日 - 51号、71号系統を九条営業所に、急行101号系統を烏丸営業所に移管する。12号、M1号系統が西賀茂営業所から移管され、京阪バスに委託する。
- 2009年3月28日 - 特93号系統を新設する。
- 2012年3月14日 - 水族館シャトルを新設する。
- 2014年3月22日 - ダイヤ改正で12号系統を西賀茂営業所に、水族館シャトルを横大路営業所（阪急バス）に移管する。8号系統が横大路営業所（阪急バス）から、26、75号系統、水族館・東山ラインが九条営業所（京阪バス）から移管され、西日本ジェイアールバスに委託する。80号系統を西日本ジェイアールバスに委託する。10、11、59、93、特93の各系統の委託先を京阪バスから西日本ジェイアールバスに変更し、M1号系統を直営とする。嵐山地区が均一区間に編入されたことに伴い、11、75、93、特93系統が均一系統になる。
- 2015年9月19日 - 臨15号系統を錦林出張所（京都バス）から移管され西日本JRバスに委託する。
- 2016年3月19日 - 水族館・東山ラインを86号系統に、岡崎・東山・梅小路Expressを急行110号系統に変更する。
- 2018年3月17日 - 52号系統を新設する。臨202号系統を横大路営業所（阪急バス）に移管する。
- 2019年3月16日 - 93・特93号系統を直営とする。
- 2021年3月20日 - 75・80号系統を直営とする。急行110号系統を86号系統に統合する[3]。
- 2021年12月1日 - 山科地区の京阪バスの減便に伴い、24年ぶりに特80号系統が山科地区において復活する[4]。
- 2022年3月19日 - ダイヤ改正で86号系統を錦林出張所（京都バス）に移管する。
- 2024年6月1日 - 快速15号、85号、快速93号、EX100号系統を運行開始。特93号系統を廃止。臨（特205号系統）を53号系統に変更[5]。
- 2025年3月22日 - 25号系統を運行開始。

## 担当系統
- 1979年5月 - 1981年5月：3、3甲、7、8、11、12、15、27、28、32、38、48、52、58、61、67、67甲、70、74、91、91甲、212甲
- 1981年5月 - 1983年11月：3、8、11、13、28、32、52、55、61、80、91、92、東10
- 1982年 - 1983年11月：3、8、11、13、24、28、32、55、61、80、84、91、92、東10
- 1983年11月 - 1986年3月：3、8、11、13、24、28、32、55、61、71、84、91、92
- 1986年3月 - 1986年10月：3、6、8、11、13乙、27、28、32、61、71、84、92、93
- 1986年10月 - 1988年6月：3、6、8、11、27、28、32、55、61、71、84
- 1988年6月 - 1989年7月：3、6、8、11、27、28、32、43、55、61、71、84
- 1989年7月 - 1993年6月：3、6、8、11、24、28、32、55、61、71、84、93
- 1993年6月 - 1997年6月：3、6、8、11、24、28、31、32、55、61、71、84、93
- 1997年6月 - 1997年10月：3、8、11、24、28、31、32、55、61、71、80、84、91、93
- 1997年10月 - 1999年3月：3、6、8、11、27、28、31、32、55、80、84、91
- 1999年3月 - 2001年3月：3、5、8、11、27、28、32、80、84、91
- 2001年3月 - 2003年1月：3、8、11、27、32、75、80、84、93、急行101、201
- 2003年1月 - 2003年3月：3、8、10、11、26、27、32、59、75、78、80、84、93、急行100、急行101、201
- 2003年3月 - 2004年3月：3、8、10、11、26、27、32、59、75、80、93、急行100、急行101、201
- 2004年3月 - 2004年11月：3、10、11、26、27、32、59、75、80、93、急行100、急行101、201
- 2004年11月 - 2005年3月：3、10、11、26、27、32、59、80、93、急行100、急行101、201
- 2005年3月 - 2006年3月：3、10、11、27、32、59、71、80、93、急行100、急行101、201
- 2006年3月 - 2007年3月
  - 本局：3、27、32、80、急行100、急行101、201
  - 京阪バス委託：10、11、51、59、71、93
- 2007年3月 - 2008年1月
  - 本局：3、27、32、80、急行100、201
  - 京阪バス委託：10、11、12、59、93、M1
- 2008年1月 - 2009年3月
  - 本局：3、27、32、80、急行100、201
  - 京阪バス委託：特8、10、11、12、59、93、M1
- 2009年3月 - 2011年3月
  - 本局：3、27、32、80、急行100、201、特205
  - 京阪バス委託：特8、10、11、12、59、93、特93、M1
- 2011年3月 - 2012年3月
  - 本局：3、27、32、80、急行100、201、特205
  - 京阪バス委託：特8、10、11、12、59、93、特93、臨202、M1
- 2012年3月 - 2014年3月
  - 本局：3、27、32、80、急行100、201、特205、立命館ダイレクト
  - 京阪バス委託：特8、10、11、12、59、93、特93、臨202、M1、水族館シャトル
- 2014年3月 - 2016年3月
  - 本局：3、27、特27、32、急行100、201、特205、M1、岡崎・東山・梅小路Express、立命館ダイレクト
  - 西日本ジェイアールバス委託：8、特8、10、11、26、59、75、80、93、特93、臨202、水族館・東山ライン
- 2016年3月 -
  - 本局：3、27、特27、32、急行100、急行110、201、特205、M1、立命館ダイレクト
  - 西日本ジェイアールバス委託：8、特8、10、11、26、59、75、80、86、93、特93、臨202
- 2018年3月 - 2019年3月
  - 本局：3、27、特27、32、52、急行100、急行110、201、特205、M1、立命館ダイレクト
  - 西日本ジェイアールバス委託：8、特8、10、11、26、59、75、80、86、93、特93
- 2019年3月 - 2021年3月
  - 本局：3、27、特27、32、52、93、特93、急行100、急行110、201、特205、M1、立命館ダイレクト
  - 西日本ジェイアールバス委託：8、特8、10、11、26、59、75、80、86
- 2021年3月 - 2021年11月
  - 本局：3、27、特27、32、52、75、80、93、特93、急行100、201、特205、M1、立命館ダイレクト
  - 西日本ジェイアールバス委託：8、特8、10、11、26、59、86
- 2021年12月 -　2022年3月 
  - 本局：3、27、特27、32、52、75、80、特80、93、特93、急行100、201、特205、M1、立命館ダイレクト
  - 西日本ジェイアールバス委託：8、特8、10、11、26、59、86

- 2022年3月 -　2024年5月
  - 本局：3、27、特27、32、52、75、80、特80、93、特93、201、特205、M1、立命館ダイレクト
  - 西日本ジェイアールバス委託：8、特8、10、11、26、59

- 2024年6月1日 - 2025年3月21日 
  - 本局：3、27、特27、32、52、53、75、80、特80、85、93、快速93、EX100、201、M1、立命館ダイレクト
  - 西日本ジェイアールバス委託：8、特8、10、11、快速15、26、59
- 2025年3月22日 -
  - 本局：3、25、27、特27、32、52、53、75、80、特80、85、93、快速93、EX100、201、M1、立命館ダイレクト
  - 西日本ジェイアールバス委託：8、特8、10、11、快速15、26、59

## 現行路線（直営路線）

### 3号系統
経路
- 3号：松尾橋 - 京都外大前 - 西大路四条 - 四条河原町 - 河原町今出川 - 出町柳駅前 - 百万遍 - 飛鳥井町 - 北白川別当町 - 北白川仕伏町
- 3F号：松尾橋 - （3号系統） - 飛鳥井町（ → 田中大久保町 → ／ ← 北白川別当町 ← ）上終町・瓜生山学園 京都芸術大学前

概要
3号系統は、右京区西院・梅津地区から四条通、河原町通、今出川通を経由して、左京区北白川地区を結ぶ路線である。路線名は北白川線である。細かな点では変更があるが、四条通 - 河原町通を経由するという路線としては、戦前から続く歴史ある系統である（系統番号も3のまま変更がない）。なお、四条大宮 - 松尾橋間はかつてのトロリーバスの代替機能を持っている（洛西営業所担当28号系統・29号系統、九条営業所担当71号系統、西賀茂営業所担当の通勤路線67号系統ともこの区間は重複する）。左京区側、右京区側の住宅地から中心部へ向けての通勤通学輸送、買い物輸送をメインとする一方で、沿線に日新電機本社や三菱自動車工業京都工場（最寄停留所：南広町）がある関係で、これらの工場への通勤輸送も担っている。上終町経由便に関しては京都芸術大学への通学輸送も担っている。著名観光地を経由せず市民の足としての性格が強い系統であるが、均一系統では最多の乗客数を誇っている。
鉄道路線とは、地下鉄烏丸線（四条駅）、地下鉄東西線（京都市役所前駅）、京阪鴨東線・叡山電鉄（出町柳駅）、阪急京都線（京都河原町駅・烏丸駅・大宮駅・西院駅）、嵐電（四条大宮駅、西院駅）と接続している。JR線とは四条中新道付近で山陰本線（嵯峨野線）と交差するが、接続駅はない。
主な運転区間は、松尾橋 - 北白川仕伏町間と、松尾橋 - 上終町・瓜生山学園 京都芸術大学前（一方循環区間あり）間である。なお、上終町 瓜生山学園・京都芸術大学前発着の便の場合、方向幕の系統番号上部に「上終町」の文字が付く（局内では『3F号系統』と呼ばれる）。前者と後者の割合は、昼間はほぼ1:1で同数、それ以外の時間帯はほぼ2:1で北白川仕伏町便が多い。一部は、梅津営業所が所在する京都外大前を始終着とする（一部の便は京都外大前で乗務員交代が行われる）。
沿革（旧2号系統を含む）
- 1936年5月
  - （旧）2号系統を新設する。新設時の経路は、北白川天神前 → 百万遍 → 千本今出川 → 四条大宮 → 祇園石段下（現：祇園） → 百万遍 → 北白川天神前である。
  - 3号系統を新設する。新設時の経路は、北白川天神前 → 百万遍 → 祇園石段下 → 四条大宮 → 千本今出川 → 百万遍 → 北白川天神前である。
- 1938年8月
  - （旧）2号系統を廃止する。
  - 3号系統は百万遍 - 千本今出川 - 四条大宮を廃止する。東山三条 - 祇園 - 四条河原町を、東山三条 - 河原町三条 - 四条河原町に変更する。一方循環を往復系統に変更する。
- 1940年10月：四条大宮 - 西大路四条を延長する。
- 1941年11月：北白川天神前 - 百万遍 - 東山三条 - 三条大橋（現：三条京阪前）を、北白川上池田町（現：北白川仕伏町） - 田中里ノ前町（現：飛鳥井町・叡電元田中間） - 百万遍 - 加茂大橋（現：出町柳駅前） - 三条大橋に変更する。
- 1944年5月：加茂大橋 - 三条大橋 - 河原町三条 - 四条河原町 - 西大路四条を、加茂大橋 - 河原町今出川に変更する。
- 1945年7月：百万遍 - 河原町今出川を廃止する。
- 1946年9月：百万遍 - 河原町今出川 - 四条河原町を延長する。
- 1947年
  - 11月：四条河原町 - 西大路四条を延長する。
  - 12月：加茂大橋東詰（現：出町柳駅前） - 河原町今出川 - 河原町三条を、加茂大橋東詰 - 三条京阪前 - 河原町三条に変更する。
- 1948年7月：加茂大橋東詰 - 三条京阪前 - 河原町三条を、加茂大橋東詰 - 河原町今出川 - 河原町三条に変更する。
- 1949年5月 ：北白川上池田町 - 北白川別当町を、銀閣寺道 - 北白川別当町に変更する。
- 1950年10月：西大路三条 - 西大路四条を延長する。
- 1953年10月：北白川別当町 - 銀閣寺道を、北白川別当町 - 北白川仕伏町に変更する。
- 1956年10月
  - 3号系統の西大路三条 - 西大路四条を廃止する。
  - 3甲号系統を新設する。新設時の経路は、西大路三条 - 西大路四条 - 四条河原町 - 河原町今出川 - 百万遍 - 北白川仕伏町である。
- 1968年3月
  - 3号系統は梅津車庫前（現：京都外大前） - 西大路四条を延長する。
  - 3甲号系統は梅津車庫前 - 西大路四条 - 西大路三条を延長する。
- 1969年
  - 1月：3甲号系統を廃止する。
  - 10月：3甲号系統を新設する。新設時の経路は、松尾橋 - 梅津車庫前 - （3号系統） - 北白川仕伏町である。
- 1981年5月：3号系統は松尾橋 - 梅津車庫前を延長する。3甲号系統を廃止する。
- 2001年3月：3C号系統を新設する。新設時の経路は、松尾橋 - （3号系統） - 四条河原町（ → 四条京阪前 → ／ ← 河原町三条 ← ＜回送＞ ← ）三条京阪前である。
- 2002年4月：3F号系統を新設する。新設時の経路は、松尾橋 - （3号系統） - 飛鳥井町（ → 田中大久保町 → ／ ← 北白川別当町 ← ）上終町京都造形芸大前（現：上終町・瓜生山学園 京都芸術大学前）。
- 2004年3月：3C号系統を廃止する。

その他
北白川仕伏町ではバスを転回する場所が無いため（狭い丁字路）、誘導係員が常駐して府道30号下鴨大津線で方向転換をしている。京都市営バスで、公道でバックして方向転換をするのはここだけである。

### 25号系統
経路
- 25号：京都外大前 - 西大路四条 - 西ノ京円町 - 北野白梅町 - 金閣寺道 - 北大路バスターミナル

概要
25号系統は、京都外大前と北大路バスターミナルを西大路四条、金閣寺道経由で運行する路線である。205系統の西大路四条 - 北大路バスターミナル区間便として運行されていたが、2025年3月のダイヤ改正により系統番号が割り振られ、同時に西大路四条 - 京都外大前を延伸した。
沿革
- 2025年3月22日：205号系統のうち、北大路バスターミナル - 西大路四条間区間便の系統番号を25号系統に変更する。西大路四条 - 京都外大前を延長する。

停留所およびダイヤ
平日の早朝～日中及び土休日の日中に、2時間に1本～1時間に2本の運行である。夕方以降は運行されない。

### 27・特27号系統
経路
- 27号：京都外大前 - 四条葛野大路 - 太秦天神川駅前 - 右京ふれあい文化会館前 - 太子道 - 西大路四条 - 四条烏丸
- 特27号：京都外大前 - （27号系統） - 西大路四条（ → 中ノ橋五条 → 西小路花屋町 → 西京極駅前 → ／ ← 四条葛野大路 ← ）光華女子学園前

概要
27号系統は、京都外大前から葛野大路通、天神川通（国道162号）、西大路通、四条通を経由して四条烏丸まで行く路線である。途中の安井西口と太子道の間は若干道路が狭い。主な役割は右京区東部の生活路線である。また、中型車が運用の中心となっている。派生系統として、京都外大前から西大路四条まで27号系統と同じ経路を走行し、西大路四条から西大路通→五条通→葛野大路通→四条通を一方循環して西大路四条に戻る特27号系統がある。
203号系統との乗り継ぎ制度が実施されるまでの路線名は、四条線だった。
沿革
- 1956年6月：27号系統を新設する。新設時の経路は、三条京阪前 - 河原町三条 - 四条河原町 - 西大路四条 - 太子道 - 西ノ京馬塚町（現：馬塚町）である。
- 1957年5月：三条京阪南口（現：三条京阪前） - 三条京阪前を延長する。四条車庫前（現：四条御前通） - 西大路四条 - 太子道を、四条車庫前 - （御前通） - 新二条御前通 -（新二条通）- 太子道に変更する。
- 1962年10月：若松町 - 三条京阪南口を延長する。
- 1966年8月：四条車庫前 - 新二条御前通 - 太子道を、四条車庫前 - 西大路四条 - 太子道に変更する。
- 1969年5月：西大路御池 - 太子道 - 馬塚町を、西大路御池（ → 太子道 → ／ ← 西ノ京月輪町 ← ）西ノ京藤ノ木町に変更する。
- 1970年12月：西大路御池（ → 太子道 → ／ ← 西ノ京月輪町 ← ）西ノ京藤ノ木町を、西小路御池 - 西ノ京月輪町 - 西ノ京藤ノ木町 - 太子道 - 西大路御池に変更する。三条京阪南口 - 若松町を廃止する。起終点を変更する。
- 1971年7月：天神川御池（現：京都先端科学大学前） - 西小路御池を延長する。
- 1973年6月：27甲号系統を新設する。新設時の経路は、馬塚町 - 太子道 - 西大路四条 - 四条河原町 - 河原町三条 - 三条京阪南口である。
- 1973年11月：三条京阪南口 - 若松町を延長する。
- 1981年5月
  - 27号系統の錦林車庫前 - 東天王町 - 法勝寺町（現：岡崎法勝寺町） - 京都会館美術館前（現：岡崎公園ロームシアター京都・みやこめっせ前、岡崎公園美術館・平安神宮前） - 神宮道 - 三条京阪前を延長する。西ノ京藤ノ木町 - 西小路御池 - 天神川御池を、西ノ京藤ノ木町 - 馬塚町に変更する。起終点を変更する。
  - 27甲号系統を廃止する。
- 1984年4月：特27号系統を新設する。新設時の経路は、錦林車庫前 - 東天王町 - 堀川丸太町 - 堀川蛸薬師（ → ／ ← 四条堀川 ← ）四条大宮 - 西大路四条 - 太子道 - 馬塚町である。
- 1992年12月：27号・特27号系統の西大路御池 - 太子道 - 馬塚町を、西大路御池（ → 安井小学校前 → ／ ← 太子道 ← ）馬塚町に変更する。
- 1997年10月
  - 27号系統の西大路御池（ → 安井小学校前 → ／ ← 太子道 ← ）馬塚町を、西大路御池 - 太子道 - 馬塚町 - 安井小学校前 - 天神川御池 - 京都外大前に変更する。
  - 特27号系統を廃止する。
- 1998年4月：安井小学校前 - 天神川御池を、安井小学校前（ → ／ ← 山ノ内御池 ← ）天神川御池に変更する。
- 2001年
  - 3月：錦林車庫前 - 三条京阪前を廃止する。起終点を変更する。
  - 8月：猿田彦橋 - 安井小学校前 - 馬塚町を、猿田彦橋 - 右京ふれあい文化会館前 - 馬塚町に変更する。
- 2003年3月：河原町三条 - 三条京阪前を、河原町三条（ → （御池通） → ／ ← （三条通） ← ）三条京阪前に変更する。
- 2004年3月：西大路四条 - 四条河原町 - 河原町三条（ → （御池通） → ／ ← （三条通） ← ）三条京阪前を、西大路四条 - 西大路五条 - 光華女子学園前 - 京都外大前に変更する。203号系統との相互無料乗継を開始する。
- 2006年3月：京都外大前 - 猿田彦橋 - 安井西口を京都外大前 - 四条葛野大路 - 庚申前 - 天神川御池 - 安井西口に、西大路四条 - 西大路五条 - 光華女子学園前 - 京都外大前を西大路四条（ → 西大路五条 → ／ ← 四条葛野大路 ← ）光華女子学園前に変更する。
- 2008年
  - 1月：庚申前 - 天神川御池 - 安井西口を、庚申前 - 葛野大路御池（現：京都先端科学大学前） - 太秦天神川駅前（天神川御池交差点） - 安井西口に変更する。
  - 3月：太秦天神川駅前広場に乗り入れを開始する[8]。
- 2014年3月22日
  - 27号系統の西大路四条（ → 西大路五条 → ／ ← 四条葛野大路 ← ）光華女子学園前を、西大路四条 - 四条烏丸に変更する。203号系統との相互無料乗継を終了する。
  - 特27号系統を新設する[9]。新設時の経路は、京都外大前 - （27号系統） - 西大路四条（ → 西大路五条 → ／ ← 四条葛野大路 ← ）光華女子学園前である。
- 2015年3月21日：西京極駅前広場の整備に伴い、西小路花屋町停留所と西京極駅前停留所を新設する[10]。特27号系統の中ノ橋五条 → （五条通） → 光華女子学園前を、中ノ橋五条 → 西小路花屋町 → 西京極駅前 → 光華女子学園前に変更し、西京極駅前広場への乗り入れを開始する[11]。

本系統は、1956年には三条京阪前 - 西ノ京馬塚町の四条線として、四条営業所により運転が行われていたようである。1973年には、三条京阪 - 天神川御池間の27号系統と三条京阪 - 馬塚町間の27号甲系統が運転され、馬塚町には京都市交通局で3ヶ所あったターンテーブルのひとつが設置されていた。その後、1981年には錦林車庫前まで路線の延長が行われた。近年は路線の改変が激しく、1997年に京都外大前までの延長、2001年に三条京阪までに短縮、2004年に西大路四条以東の廃止、2014年に四条烏丸への再延長などが行われている。2001年までは5号系統や32号系統を補完する役割を果たしていた。2004年から2014年までは、西大路通の停留所（太子道、西大路御池、西大路三条、西大路四条）において203号系統との乗継券発行による無料乗り継ぎを行っていた。

### 32号系統
経路
- 32号：京都外大前 - 南広町 - 西京極 - 大宮五条 - 四条大宮 - 四条河原町 - 京都市役所前 - 川端二条 - 岡崎公園動物園前 - 岡崎道 - 東天王町（ → 宮ノ前町 → ／ ← 錦林車庫前 ← ）銀閣寺前

概要
32号系統は、右京区西京極地区から五条通、大宮通、四条通、河原町通、二条通を経由して、左京区にある銀閣寺を結ぶ、全長約13kmの路線である。路線名は西京極線である。3号系統と同じく、右京区郊外から四条烏丸・四条河原町といった中心部の繁華街を経由して、左京区郊外を結んでいる。
左京区側は平安神宮、京都市動物園、南禅寺、哲学の道、銀閣寺といった、京都を代表する観光地も経由する。なお、鹿ヶ谷通ではEX100号系統も同じルートを通るが、各停留所に停車するのは当系統だけである。
一方、右京区側は地元の利用者が多く、また、京都リサーチパークやローム本社（最寄停留所：西大路五条）といったオフィスが多くみられる。このため、運行本数は平日で1時間に3本、土休日で1時間に2本となっている。
鉄道路線とは、地下鉄烏丸線（四条駅）、地下鉄東西線（京都市役所前駅）、阪急京都線（京都河原町駅・烏丸駅・大宮駅）、JR嵯峨野線（丹波口駅、最寄停留所：京都リサーチパーク前）で接続している。京阪鴨東線とは河原町三条（三条駅）、京阪本線とは四条河原町（祇園四条駅）で乗り継ぎ可能である。
沿革（旧47号系統含む）
- 1960年
  - 4月：47号系統を新設する。新設時の経路は、四条車庫前（現：四条御前通） - 四条河原町 - 河原町二条（現：京都市役所前） - 動物園前（現：岡崎公園動物園前） - 岡崎道 - 宮ノ前町 - 銀閣寺前である。
  - 7月：32号系統を新設する。新設時の経路は、銀閣寺前 - 宮ノ前町 - 岡崎道 - 動物園前 - 河原町二条 - 四条河原町 - 四条大宮 - 大宮松原 - 七本松松原 - 五条七本松 - 西京極グランド前（現：西京極運動公園前）である。
- 1963年
  - 5月：47号系統は五条車庫前 - （天神川通） - 東貝川町（現：京都外大前） - 四条車庫前を延長する。
  - 10月：32号系統は西京極 - 西京極グランド前を延長する。
- 1968年
  - 3月
    - 32号系統は西京極 - 京都市スポーツセンター前（現：西京極運動公園前）を廃止する。
    - 47号系統は光華学園前（現：光華女子学園前） - 梅津車庫前（現：京都外大前）を光華学園前 - 西京極 - 南広町 - 梅津車庫前に変更する。

  - 5月：32号系統は西京極 - 京都市スポーツセンター前を延長する。
  - 9月：32号系統は北裏町（現：西京極午塚町） - 西京極を延長する。
- 1969年10月
  - 32号系統は梅津車庫前 - 北裏町を延長する。五条御前通（現：市立病院前） - 七本松松原 - 大宮松原を五条御前通 - 五条大宮 - 大宮松原に、東天王町 - 宮ノ前町 - 銀閣寺前を東天王町（ → 銀閣寺道 → ／ ← 宮ノ前町 ← ）銀閣寺前に変更する。
  - 47号系統は東天王町 - 宮ノ前町 - 銀閣寺前を東天王町（ → 銀閣寺道 → ／ ← 宮ノ前町 ← ）銀閣寺前に変更する。
- 1973年1月：32号・47号系統は東天王町（ → 銀閣寺道 → ／ ← 宮ノ前町 ← ）銀閣寺前を、東天王町（ → 宮ノ前町 → ／ ← 銀閣寺道 ← ）銀閣寺前に変更する。
- 1981年5月：47号系統を廃止する。
- 2011年
  - 2月：四条烏丸 - 四条河原町 - 京都市役所前を、四条烏丸 - 烏丸御池 - 京都市役所前に変更する。
  - 3月：四条烏丸 - 烏丸御池 - 京都市役所前を、四条烏丸 - 四条河原町 - 京都市役所前に変更する。

昔から西京極地区から四条通を経由して銀閣寺を結んでおり、1973年から経路変更は実施されていない。ただし、2011年（平成23年）2月1日から2月28日の間、京都市の「四条通におけるバス交通に関する交通社会実験」が実施されたため、この間だけ一時的に、四条烏丸 - 京都市役所前間の運行経路を、四条河原町経由から烏丸御池経由に変更していた。
長期にわたって梅津営業所が運行している。

### 52号系統
経路
- 52号：四条烏丸 - 四条大宮 - 千本旧二条 - 千本丸太町 - 七本松仁和寺街道 - 上七軒 - 北野白梅町 - 桜木町 - 立命館大学前

概要
52号系統は、四条烏丸から立命館大学前を55号系統とほぼ同一の経路で結ぶ系統。2018年3月17日実施のダイヤ改正により新設された。千本丸太町から上七軒間を七本松通経由で運行することが特徴であり、仁和学区内の市バス運行の要望の昂まりを受けて試用系統として新設された。この系統の為に新たに「七本松出水」と「七本松仁和寺街道」の二つの停留所が設けられた。嘗て運行されていた（旧）52系統も七本松通を経由していた。
沿革
- 2018年3月17日：52号系統を試用系統として新設する。新設時の経路は、四条烏丸 - 四条大宮 - 千本旧二条 - 千本丸太町 - 七本松仁和寺街道 - 上七軒 - 北野白梅町 - 桜木町 - 立命館大学前である。
- 2021年3月20日：本格運用として運行開始[3]。

### 53号系統
経路
- 53号：京都外大前 - 西大路四条 - 西ノ京円町 - 府立体育館前 - 等持院東町 - 立命館大学前
- 白梅町　53号：京都外大前 - 西大路四条 - 西ノ京円町 - 北野白梅町 - わら天神前 - 立命館大学前

概要
53号系統は、京都外大前と立命館大学前を西大路四条、等持院東町経由で運行する路線である。2024年6月まで、旅客案内上は系統番号がなく「臨」表示で運行されていたが、ダイヤ改正により系統番号が割り振られ、同時に西大路四条 - 京都外大前を延伸した。
沿革
2003年時点で、西大路七条 → 西大路四条 → 衣笠校前 → 小松原児童公園前 → 立命館大学前の特205A号系統が設定されていた。
- 2003年1月：特205A号系統を廃止する。
- 2007年3月：臨特205号系統の京都外大前 → 西大路四条間、立命館大学前 → 西大路四条間を廃止する。
- 2009年3月：臨特205号系統の系統番号を特205号系統に変更する。往復運転を再開する。系統番号変更時の経路は、西大路四条 - 衣笠校前（ → 小松原児童公園前 → ／ ← わら天神前 ← 桜木町 ← ）立命館大学前である。
- 2014年3月22日：等持院東町停留所を新設し、北野中学前 - 北野白梅町 - 衣笠校前（ → 小松原児童公園前 → ／ ← わら天神前 ← ）立命館大学前を、北野中学前（ → 大将軍 → ／ ← ）府立体育館前 - 等持院東町 - 小松原児童公園前 - 立命館大学前に変更する。
- 2024年6月1日：特205号系統の系統番号を53号系統に変更する。西大路四条 - 京都外大前を延長する。
- 2025年3月22日：北野白梅町経由の便を新設する[7]。

停留所およびダイヤ
平日の朝の通学時間帯を除き1時間に1～2本の運行である。夕方以降は運行されない。
梅津営業所から立命館大学間の出入庫を兼ねている。

### 75号系統
経路
- 75号：京都駅前 - 堀川五条 - 西大路五条 - 太秦天神川駅 - 双ヶ丘 - 山越中町

概要
路線名は双ヶ丘線。京都駅前 - 山越中町の路線には別経路で26号系統がある。所要時間は26系統より10分程度短い。2014年3月22日に全線均一運賃（当時220円）になったが、それまでは全区間乗車すると230円であり、26系統より10円高かった。京都駅前C5のりばにもその旨の案内書きが掲示されていた。操車は三哲操車場で行なっている。回送区間が長くなっていたことから、九条営業所における京阪バスの委託枠拡大に伴い、横大路営業所から移管されたが、2014年3月に梅津営業所へ移管された。
沿革（旧55、57号系統を含む）
- 1961年3月：57号系統を新設する。新設時の経路は、三哲（現：下京区総合庁舎前） - 京都駅前 - 烏丸御池 - 二条駅前 - 千本丸太町 - 木辻南町である。
- 1962年12月：55号系統を新設する。新設時の経路は、三哲 - 京都駅前 - 烏丸五条 - 西大路五条 - 西大路三条 - 猿田彦橋 - 黒橋である。
- 1964年6月：57号系統は、木辻南町 - 花園駅前間を延長する。
- 1965年4月：55号系統は、京都駅八条口 - 三哲間を延長する。
- 1970年7月：57号系統は、花園駅前 - 双ヶ丘間を延長する。
- 1973年1月：55号系統は、黒橋 → 双ヶ丘を延長する。
- 1974年
  - 4月：57号系統は、京都駅八条口 - 三哲間を延長する。
  - 11月：55号系統は、黒橋 ← 双ヶ丘を延長する。
- 1976年4月：55号系統、57号系統を統合し、75号系統を新設する。新設時の経路は、京都駅八条口 - 七条堀川 - 烏丸七条 - 烏丸五条 - 烏丸御池 - 二条駅前 - 千本丸太町 - 花園駅前 - 双ヶ丘 - 猿田彦橋 - 西大路三条 - 西大路五条 - 烏丸五条 - 烏丸七条 - 七条堀川 - 京都駅八条口である。
- 1979年5月：京都駅八条口 - 烏丸七条を、京都駅前 - 烏丸七条に変更する。
- 1981年5月：安井西口 - 猿田彦橋 - 西大路三条を安井西口 - 天神川御池（現：京都先端科学大学前） - 西大路御池 - 西大路三条に、堀川五条 - 烏丸五条 - 京都駅前を堀川五条 - 三哲- 京都駅前に変更する。
- 1986年10月：京都駅 - 烏丸御池 - 双ヶ丘間を廃止する。
- 1990年5月：双ヶ丘 - 山越東町間を延長する。
- 2000年3月：山越東町 - 山越中町間を延長する。
- 2001年8月：黒橋 - 天神川御池 - 山ノ内御池を、黒橋 - 右京ふれあい文化会館前 - 安井小学校前 - 山ノ内御池に変更する。
- 2008年
  - 1月：黒橋 - 右京ふれあい文化会館前 - 安井小学校前 - 山ノ内御池を、黒橋 - 安井西口 - 太秦天神川駅前（天神川御池交差点） - 葛野大路御池（現：京都先端科学大学前） - 山ノ内御池に変更する。
  - 3月：太秦天神川駅前広場に乗り入れを開始する。
- 2024年6月：昼間時間帯は太秦北路町 - 山越中町を太秦北路町 - 嵯峨瀬戸川町 - 嵐山に変更した85号系統として運行する。

停留所およびダイヤ
- 早朝から朝にかけ約30～45分間隔、夜、約45～60分間隔。

運賃
2014年3月22日に全線均一区間となった。それ以前から旅客案内上は均一系統であったが、山越方面延伸後は常盤・嵯峨野高校前以西が均一区間から外れており、交通局内では調整系統の扱いであった。

### 80・特80号系統
経路
- 80号：太秦天神川駅 - 京都外大前 - 南広町 - 西京極 - 西大路五条 - 烏丸五条 - 河原町五条（ → 五条京阪前 → ／ ← 四条河原町 ← ）祇園
- 特80号：河原町三条 - 四条河原町 - （この間ノンストップ） （ → 川田道 → 山科西野 → 山科団地 → ／ ←）国道東野

概要
80号系統は、右京区西京極地区と四条河原町を、五条通を経由して結ぶ、全長約8.0kmの路線である。河原町五条 → 五条京阪前 → 祇園 → 四条河原町 → 河原町五条と、一方循環しており、その後太秦天神川方面へ折り返す。かつては祇園ではなく山科区にある山科団地を発着していた。五条通の均一区間の西端である西京極から東山トンネルを抜けて山科区内まで、五条通を走行していた。山科区まで運行されていた時代の路線名は東五条線であった。現在は祇園及び四条河原町を経由するようになり、32号系統と共に西京極地区や五条通沿線と中心部繁華街を結ぶ役割を担っている。
沿革
- 1966年1月：80号系統を新設する。新設時の経路は、京都駅八条口 - 大石橋 - 九条河原町 - 河原町十条 - 吉祥院天満宮前（ → 吉祥院西ノ茶屋町 → 吉祥院長田町 → ／ ← ）塔南高校前である。
- 1969年10月：80C号系統を新設する。新設時の経路は、川田道 - 烏丸五条 - 京都駅前 - 三哲（現：下京区総合庁舎前）である。
- 1973年
  - 1月：80号系統を廃止する。
  - 11月
    - 80号系統を新設する。新設時の経路は、梅津車庫前（現：京都外大前） - 南広町 - 西京極 - 五条坂 - 山科西野 - 山科団地前である。
    - 80甲号系統を新設する。新設時の経路は、梅津車庫前 - （80号系統） - 清閑寺前である。
    - 80C号系統を廃止する。
- 1975年4月
  - 80号系統は山科西野 - 山科団地前を、山科西野（ → ／ ← 山階校前 ← ）山科団地前に変更する。
  - 80甲号系統を廃止する。
- 1983年11月：特80号系統を新設する。新設時の経路は、梅津車庫前 - （80号系統） - 山科西野（ → 山科団地前 → 山階校前 → ／ ← 山階校前 ← 山科団地前 ← ）東野 - 蚊ヶ瀬 - 醍醐車庫前である。
- 1997年10月
  - 80号系統は五条坂 - 山科団地前間を廃止する。河原町五条 - 五条坂を、河原町五条（ → 五条坂 → 祇園 → ／ ← ）四条河原町に変更する。
  - 特80号系統を廃止する。
- 2008年
  - 1月：太秦天神川駅前（天神川御池交差点）- 葛野大路御池（現：京都先端科学大学前） - 四条葛野大路 - 京都外大前を延長する。
  - 3月：太秦天神川駅前広場に乗り入れを開始する。
- 2021年12月：特80号系統を新設する[4]。新設時の経路は、河原町三条 - 四条河原町 - （この間ノンストップ） （ → 川田道 → 山科西野 → 山科団地 → ／ ←）国道東野である。

路線開設当初は醍醐営業所による運行であったが、その後梅津営業所に移管され、1979年5月の洛西営業所開設時に洛西営業所へ移管されている。後の1981年5月に梅津営業所による運行へ戻された。
1983年11月に醍醐営業所の敷地を移転することとなり、容量に余裕ができたことと、山科団地前からは醍醐車庫が比較的近いこともあり、醍醐営業所による運行へ戻された。この時、入出庫便として、特80号系統が新設された。
醍醐営業所廃止に伴い、廃止直前の1997年6月4日より梅津営業所の管轄系統ではあったが車内の路線図は醍醐営業所のものが掲示されていたが、同年10月12日の白紙改正で梅津営業所の路線図にこの系統が追加された。
新型コロナウィルスの影響等により、2020年12月に京阪バス山科地区においてダイヤ改正が実施され、山科地区より四条河原町への運行回数が3分の2となった。沿線の西野学区より、京都市交通局へバス路線を京都市交通局と共に支えて欲しいとの要望があったため、2021年12月1日より河原町三条より山科地区、国道東野まで特80号系統の運行が開始された。
運行本数は河原町三条を19時27分と20時57分に発車する2本であり、往路は四条河原町にて乗降を取り扱い、山科地区へ向かう。
山科地区では川田道、山科西野、山科団地の各停留所にて降車のみを取り扱う。その後、国道東野にて乗降を取り扱い、四条河原町、河原町三条へ復路として戻る。
運賃は河原町三条・四条河原町相互のみ乗車する場合は市内均一運賃(230円)が適用され、バス1日券も利用可能であるが、山科地区まで乗車する場合、調整区間運賃(250円)となり、バス1日券は利用できない。
また、前述の通り、山科地区ではクローズドドアシステムを採用しているため、山科地区のみの利用はできない。また、山科地区では国道東野以外からの乗車は出来ない。
停留所およびダイヤ
80号系統は平日・土曜日・休日とも、昼間は30分毎に運行している。特80号系統は先述の通り、平日・土曜日・休日の夜間に2本の運行で、中型車が運用の中心となっている。

### 85号系統
経路
- 85号：京都駅前 - 七条堀川 - 五条堀川 - 西大路五条 - 西大路御池 -  太秦天神川駅前 - 双ヶ丘 - 嵯峨瀬戸川町（ → ／ ← 嵯峨小学校前 ← ）嵐山

概要
85号系統は、京都駅前から太秦天神川駅前、双ヶ丘を経由して、嵐山を結ぶ路線である。2024年6月1日のダイヤ改正で新設され、同時に廃止された特93号系統と京都駅前 - 山越中町を結ぶ75号系統を合わせたような経路となっている。
沿革
- 2024年6月：特85号系統を新設する。新設時の経路は、京都駅前 - 七条堀川 - 五条堀川 - 西大路五条 - 西大路御池 -  太秦天神川駅前 - 双ヶ丘 - 嵯峨瀬戸川町（ → 嵯峨小学校前 → ／ ← ）嵐山。土休日ダイヤは嵐山付近の一方循環経路が反転する。
- 2025年3月22日：平日の経路を反転させ、全日同一経路となる[7]。

### 93号・快速93号系統
経路
- 93号：錦林車庫前 - 東天王町 - 西ノ京円町 - 花園駅前 - 嵯峨瀬戸川町（ → ／ ← 嵯峨小学校前 ← ）嵐山
- 快速93号：嵐山 → 嵯峨小学校前 → 嵯峨瀬戸川町 → （各停）→ 西ノ京円町 → 千本丸太町 → 堀川丸太町 → 文化庁前・府庁前 → 烏丸丸太町 → 河原町丸太町 → 丸太町京阪前 → 熊野神社前 → 東天王町 → 錦林車庫前

概要
93号系統は、嵐山から丸太町通を経由して、錦林車庫前を結ぶ路線である。京都駅や四条烏丸、三条京阪といった主要ターミナルは経由しないが、京都の中でも主要観光地である右京区嵯峨・嵐山地区から二条城・京都御苑近くを通って左京区岡崎地区を直接結んでいること、丸太町通を西の端から東の端までひたすら走行するといったわかりやすさから、一定数の利用者を確保している。東西を貫く路線であるため、南北の鉄道路線である京阪鴨東線（神宮丸太町駅）、地下鉄烏丸線（丸太町駅）と乗り継ぐ利用者も多い。当系統の路線名は丸太町線である。2009年3月28日から2024年5月31日まで、梅津車庫からの出入庫系統として特93号系統が運行されていた。
沿革
- 1981年5月：93号系統を新設する。新設時の経路は、錦林車庫前 - 東天王町 - 西ノ京円町 - 嵯峨瀬戸川町（ → ／ ← 嵯峨校前（現：嵯峨小学校前） ← ）嵐山である。
- 1989年7月；嵯峨瀬戸川町（ → ／ ← 嵯峨小学校前 ← ）嵐山を、嵯峨瀬戸川町 - 嵯峨小学校前 - 嵐山に変更する。11号系統との連続運行を開始する。一部便（93号入庫系統）は従来通り一方循環を行う。
- 1997年10月：嵯峨瀬戸川町 - 嵯峨小学校前 - 嵐山を、嵯峨瀬戸川町（ → 嵯峨小学校前 → ／ ← ）嵐山に変更する。11号系統との連続運行を廃止する。
- 2009年3月：特93号系統を新設する。新設時の経路は、太秦天神川駅前 - 双ヶ丘 - 嵯峨瀬戸川町（ → 嵯峨小学校前 → ／ ← ）嵐山である。
- 2010年3月：93号・特93号系統は土曜・休日のみ嵯峨瀬戸川町（ → 嵯峨小学校前 → ／ ← ）嵐山を、嵯峨瀬戸川町（ → ／ ← 嵯峨小学校前 ← ）嵐山に変更する。
- 2024年6月1日：快速93号系統を新設する。特93号系統を廃止[5]。代替路線として同日より85号系統を新設。
- 2025年3月22日：平日の経路を反転させ、全日同一経路となる[7]。

1981年5月から1986年3月までは高野営業所が、1986年10月から2001年3月までは錦林営業所→烏丸営業所錦林支所→錦林出張所が、1986年3月-10月と2001年3月以降は梅津営業所が担当している。
停留所およびダイヤ
93号系統は平日、土曜日、休日とも、昼間は20分毎に運行している。快速93号系統は、平日の朝方に3本運行されている。
2006年3月-2014年3月までは山越で操車を行っていたため、西行の便は嵐山から山越操車場に、東行の便は山越操車場から嵯峨小学校前に、それぞれ回送運転を行っていた。そのために西行の正面表示幕では嵯峨瀬戸川町発車後、「嵐山まで」の表示に変わっていた。2014年3月以降、錦林出張所で操車を行うようになったため、嵐山止の便は激減している。また、かつて運行されていた特93号系統はすべて93号系統との連結運行となっており、特93号系統西行で嵐山到着後は93系統として錦林車庫に向かう（逆も同様）。しかしながら、嵐山地区から二条城・平安神宮方面に行くつもりの観光客が特93号系統に誤乗することが多発していたため、観光客の利用が多い一部の停留所では、93系統と特93号系統は別の路線であることが掲示されていた。2020年3月改正より、特93号系統復路については系統表示を「臨」とする措置が取られていた。2024年6月のダイヤ改正で特93号系統が廃止され、代替路線として85号系統が新設された。また西ノ京円町〜錦林車庫前の区間で快速運転を行う快速93号系統が新設された。
運賃
全区間が均一運賃である。2014年3月までは常盤・嵯峨野高校前以西が均一区間外であった。
その他の特徴
当系統は、11号系統、28号系統と共に、ノンステップバスが使用されたことがなかった。これは、経路上にあるJR山陰本線（嵯峨野線）の天竜寺踏切において、ノンステップバスの通過が困難であったことによる。しかし、車高調整機能の向上により、2007年3月ごろからはノンステップバスも運行されている。また、長辻通の交通規制の際は嵯峨瀬戸川町 - 嵐山で逆向きの一方循環となり、入庫系統は嵯峨小学校前まで運行される。専用の方向幕も準備されている。当初は毎年11月に行われていたが、2010年3月20日より通年の土曜・日曜・休日に拡大された。

### EX100号系統
経路
- EX100号：京都駅前 - （烏丸五条） - 五条坂（ → ／ ← 清水道 ← ）祇園 - 岡崎公園美術館・平安神宮前 - （東天王町）（ → ／ ← 銀閣寺道 ← ）銀閣寺前

概要
EX100号系統は、2024年6月1日のダイヤ改正で新設された路線で、「観光特急　楽洛 清水寺･祇園･銀閣寺ライン」の愛称が付けられている。運賃は大人500円、小人250円である。
2022年3月までは急行100号系統としてほぼ同経路の路線が運行されていたが、新型コロナウイルス感染症の流行による乗客数減少と交通局の経営状況悪化によって休止されていた。急行100号系統は京都駅から七条通、東大路通、丸太町通、鹿ヶ谷通を経由して銀閣寺前に至る全長約8kmの路線であり、EX100号系統よりも停車バス停が多かったほか、京都駅前 - 五条坂間の運行経路が異なる。
旧急行100号系統2005年1月19日から外国人観光客誘致推進事業の一つとして実施されている洛バス系統の一つとして運行された。本系統に用いられる車両は、春の桜をイメージした桃色のラッピングが施されていた。2005年までは戦前の京都市電の車両のデザインを踏襲した「チンチンバス」として運行されていた。
沿革（300号系統を含む）
- 1977年4月：300号系統を新設する。新設時の経路は、京都駅前 - （塩小路高倉） - 博物館三十三間堂前 - （東山七条） - 五条坂 - 祇園（甲のみ） - 知恩院前（乙のみ） - （東山仁王門） - 京都会館美術館前（現：岡崎公園ロームシアター京都・みやこめっせ前、岡崎公園美術館・平安神宮前） - （二条通） - 永観堂前（現：南禅寺・永観堂道） - 銀閣寺道 - 加茂大橋東詰（現：出町柳駅前） - （烏丸今出川） - 烏丸一条 - 烏丸丸太町 - 四条烏丸 - 京都駅前である。
- 1978年10月：動物園前（現：岡崎公園動物園前）- 永観堂前 - 東天王町 - 銀閣寺道を、動物園前 - 岡崎神社前 - 東天王町（ → 宮ノ前町 → ／ ← 錦林車庫前 ← 銀閣寺道 ← ）銀閣寺前に変更する。銀閣寺道 - （烏丸今出川） - 京都駅前を廃止する。各停留所停車に変更する。
- 1981年5月：300号系統を廃止する。
- 1992年1月：臨100号系統を新設する。新設時の経路は、京都駅前 → （烏丸七条） → 博物館三十三間堂前 → 東山七条 → 五条坂 → 祇園 → （東山仁王門） → 京都会館美術館前 → 動物園前 → 永観堂前 → 東天王町 →（岡崎道）→ 動物園前 → 京都会館美術館前 → （神宮道） → 三条京阪前 → （四条京阪前） → 四条河原町 → 四条烏丸 → 京都駅前である。
- 1997年10月：100号系統に系統番号を変更する。
- 1999年3月：四条河原町 → 四条烏丸 → 京都駅前を、四条河原町 → 河原町五条 → （塩小路高倉） → 京都駅前に変更する。
- 2001年3月：京都駅前 → （烏丸七条） → （七条河原町）を京都駅前 → （塩小路高倉） → （七条河原町）に、（東山三条） → 四条河原町 → （七条河原町） を東山三条 → 東山七条 → （七条河原町）に、動物園前 → 南禅寺・永観堂道 → ／ ← （岡崎道） ← 東天王町を動物園前 - （岡崎道） - 東天王町（ → 宮ノ前町 → ／ ← 錦林車庫前 ← 銀閣寺道 ← ）銀閣寺前に変更する。七条京阪前、東山三条を停車停留所に追加する。
- 2003年3月：清水道、神宮道（復路のみ）を停車停留所に追加する。
- 2010年3月：岡崎道を停車停留所に追加する。
- 2015年3月21日：法然院町を停車停留所に追加する。
- 2019年3月16日：前乗り・先払い方式を導入する。
- 2022年3月19日：路線休止。
- 2024年6月1日：EX100号系統を新設する。新設時の経路は、京都駅前 - （烏丸五条） - 五条坂（ → ／ ← 清水道 ← ）祇園 - 岡崎公園美術館・平安神宮前 - （東天王町）（ → ／ ← 銀閣寺道 ← ）銀閣寺前である。

新設から2003年1月の五条営業所廃止までは五条営業所が、2003年1月以降は梅津営業所が担当している。
停留所およびダイヤ
土休日ダイヤのみ運行される。

### 201号系統
経路
- 201号：みぶ操車場前 - 四条大宮 - 祇園 - 百万遍 - 千本今出川 - 二条駅前 - みぶ操車場前

概要
201号系統は、四条通、東大路通、今出川通、千本通を循環している。京都市電1号系統（みぶ - 祇園 - 百万遍 - 千本今出川 - みぶ）の代替路線である。壬生操車場で操車を行なっているため、みぶ操車場前止めの便も存在する。当系統の路線名は中部循環線である。
鉄道路線とは、地下鉄烏丸線（四条駅・今出川駅）、地下鉄東西線（東山駅・二条駅）、阪急京都線（京都河原町駅・烏丸駅・大宮駅）、京阪本線（祇園四条駅）、京阪鴨東線・叡山電鉄（出町柳駅）、JR嵯峨野線（二条駅）と接続している。四条通以北の路線であるため、JR京都線、JR琵琶湖線、JR奈良線、近鉄京都線とは接続していない。
沿革（旧205号系統含む）
- 1972年1月
  - 201号系統を新設する。新設時の経路は、みぶ（現：みぶ操車場前） - 祇園 - 百万遍 - 千本今出川 - みぶである。
  - 205号系統を新設する。新設時の経路は、四条大宮 - 千本北大路 - 烏丸車庫前（現：北大路バスターミナル）である。
- 1974年4月：205号系統は四条大宮 - 四条烏丸 - 烏丸車庫前を延長し、循環運転を開始する。循環運転開始時の経路は、みぶ - 四条大宮 - 四条烏丸 - 烏丸車庫前 - 千本北大路 - みぶである。
- 1981年5月：205号系統を廃止する。

新設から2003年1月の五条営業所廃止までは五条営業所が、2003年1月以降は梅津営業所が担当している。
停留所およびダイヤ
昼間で1時間あたり5本程度である。

### M1・特M1号系統
経路
- M1号：立命館大学前 - わら天神前 - 衣笠氷室町 - 原谷
- 特M1号：北大路バスターミナル - 千本北大路 - 金閣寺道 - 原谷

概要
M1号系統のMはマイクロバスの頭文字をとったものである。開業当時原谷地区の道路が狭隘であったためマイクロバスを使用していたことによるが、現在は中型車に置き換わっている。路線名は原谷線である。操車は、衣笠操車場にて行っている。同じく北大路バスターミナルを発着する北1号系統とは全く異なる路線である。
沿革
- 1976年4月：M1号系統を新設する。新設時の経路は、衣笠（現：立命館大学前） - 桜木町 - わら天神前 - 原谷（現：原谷農協前）である。
- 1993年6月：原谷農協前 - 原谷を延長する。
- 1996年3月：特M1号系統を新設する。新設時の経路は、立命館大学前 - わら天神前 - 金閣寺道 - 北大路バスターミナル、北大路バスターミナル - 金閣寺道 - 立命館国際関係学部前（現：立命館西園寺記念館前） - （M1号系統） - 原谷である。
- 2024年6月：特M1号系統（立命館大学前 - 北大路バスターミナル）を廃止する。

### 立命館ダイレクト
経路
- 立命館大学ダイレクト：西大路四条 → 西大路御池（乗車のみ） → 西ノ京円町（乗車のみ） → 立命館大学前

沿革
- 2012年3月：立命館ダイレクトを新設する。新設時の経路は、西大路四条 → 西大路御池（乗車のみ） → 西ノ京円町（乗車のみ） → 立命館大学前。

停留所およびダイヤ
開校期間の平日のみ2便運行される。

## 現行路線（西日本ジェイアールバス委託路線）

### 8・特8号系統
経路
- 8号：四条烏丸 - 四条大宮 - 西大路四条 - 京都外大前 - 太秦天神川駅 - 双ヶ丘 - 福王子 - 平岡八幡前 - 高雄 - 栂ノ尾
- 特8号：太秦天神川駅前 - 双ヶ丘 - 福王子 - 高鼻町 - やまごえ温水プール前 - 山越中町

概要
8号系統は、四条烏丸から四条大宮、西大路四条、右京区太秦、御室地区を経由して、右京区高雄地区を結んでいる、全長約13kmの路線である。路線名は、高雄線である。高雄地区は、西日本ジェイアールバス高雄・京北線の方が本数も多い（京都駅 - 栂ノ尾間で昼間30分毎）。福王子 -  栂ノ尾間で同一経路となり、互いの時刻を調整し昼間時には20分間隔での運転を行っている。
沿線には、高雄の神護寺、高山寺等がある。2008年の路線変更に伴って、観光施設への接続は減少したが、逆に右京区内を南北に走る路線として総合庁舎（区役所等）へアクセスの役割を持つようになった。かつて接続していた観光施設には仁和寺や北野天満宮などがある。
鉄道とは、地下鉄烏丸線（四条駅）、阪急京都線（大宮駅、西院駅）、地下鉄東西線（太秦天神川駅）、嵐電（大宮駅、西院駅、嵐電天神川駅）と接続している。以前はJR嵯峨野線、地下鉄東西線（二条駅）も接続していた。
沿革（旧20・旧23・48号系統含む）
- 1940年6月：23号系統を新設する。新設時の経路は、北野神社前（現：北野天満宮前） - 下ノ森 - 福王子 - 山城高雄（現：高雄）である。
- 1945年7月：8号系統に系統番号を変更する。
- 1948年10月：四条大宮 - 千本今出川 - 北野神社前間を延長する。
- 1948年11月：高雄 - 小野郷出張所前間を延長する。北野神社前 - 下ノ森 - 北野白梅町を、北野神社前 - （今出川通） - 北野白梅町に変更する。
- 1949年6月：高雄 - 小野郷出張所前間を廃止する。改正までの旧経路（四条大宮 - 小野郷出張所前）は20号系統に系統番号を変更する。
- 1950年4月：8・20号系統は祇園 - 四条大宮間を延長する。
- 1954年8月：8・20号系統の祇園 - 四条京阪前を、三条京阪南口（現：三条京阪前） - 若松町 - 四条京阪前に変更する。
- 1955年10月：8・20号系統の三条京阪南口 → 若松町 → 新橋を、三条京阪南口 → （三条花見小路） → 新橋に変更する。
- 1956年
  - 1月：8・20号系統の三条京阪南口 - 四条京阪前 - 四条河原町を、三条京阪南口 - 河原町三条 - 四条河原町に変更する。
  - 4月：8・20号系統の三条京阪南口 - 河原町三条 - 四条河原町を、三条京阪南口 - 四条京阪前 - 四条河原町に変更する。
- 1957年5月：20号系統を48号系統に系統番号を変更する。
- 1965年1月：8・48号系統の等持院道 → 北野白梅町を、等持院道 → 山城高校前（現：府立体育館前） → 北野白梅町に変更する。
- 1978年10月：8・48号系統の三条京阪南口（ → （三条花見小路） → ／ ← 若松町 ← ）新橋 - 四条河原町を、若松町 - 三条京阪南口 - 河原町三条 - 四条河原町に変更する。
- 1981年5月：48号系統を廃止する。
- 1989年7月：若松町 - 三条京阪前間を廃止する。
- 1990年5月：四条河原町 → 河原町三条 → 四条河原町を、四条河原町 → 四条京阪前 → 三条京阪前に変更する。
- 1997年10月：三条京阪前 - 四条河原町 - 四条烏丸間を廃止する。
- 2008年1月
  - 8号系統の四条大宮 - 千本今出川 - 北野白梅町 - 福王子を、四条大宮 - 京都外大前 - 太秦天神川駅前 - 双ヶ丘 - 福王子に変更する。
  - 特8号系統を新設する。新設時の経路は、太秦天神川駅前 - 双ヶ丘 - 福王子 - 高鼻町 - やまごえ温水プール前 - 山越中町。
- 2019年3月16日：8・特8号系統が新設の鳴滝松本町停留所に停車する。
- 2021年3月20日：8号系統が高雄 - 栂ノ尾間延伸[3][13][14]。同時に栂ノ尾まで均一運賃区間を拡大[3][13][14]。

8号系統は、かつては三条京阪が始発であった。1997年10月の京都市営地下鉄東西線開通時に三条京阪前 - 四条烏丸間が廃止となった。これにより、京阪本線と接続しなくなった。また、2008年1月16日の地下鉄東西線の太秦天神川駅延伸に併せ一部路線が変更になり、四条大宮から御室仁和寺の区間は廃止となった。
8号系統と類似路線として、48号系統（小野郷線）があった。48号系統は、高雄以南は8号系統と同一経路で、さらにその先の北区中川・小野郷地区（小野郷出張所前）まで運転していた。中川・小野郷地区は山間部の過疎地域で、国鉄バス（現：JRバス）も運行していたため、1981年5月に8号系統に短縮・吸収される形で廃止となった。廃止直前は、1日2往復のみであった。このため2021年3月のダイヤ改正により高雄 - 栂ノ尾は市バスでの運行が40年ぶりに復活したことになる。なお、委託枠拡大に伴い、2004年3月に横大路営業所（阪急バス）に移管されたが、2014年3月に再び梅津営業所（西日本JRバス委託）による運行となった。
停留所およびダイヤ
平日、土休日ともは朝夕を除き60分毎に運行している。福王子以北では西日本JRバスとダイヤ調整が行われており、トータルで等間隔になるダイヤが組まれている。
特8号系統は平日・土曜日・休日ともに2本ずつ設定されている。一部便を除き、営業所から最も近い京都外大前、または太秦天神川駅前で乗務員交代を行う。
運賃
2021年3月19日まで福王子（北詰）（現：福王子）以北は均一区間外であったため距離に応じて異なっていた。なお、四条烏丸 - 高雄間は、国鉄バスが運行していた区間に市営バスが参入したため、国鉄バス・JRバスの対キロ制の運賃体系が適用され、市営バスで最も運賃の高い区間（520円。2014年4月改定時点）であった。

### 10号系統
経路
- 10号：山越中町 - 御室仁和寺 - 北野白梅町 - 千本今出川 - 千本丸太町 - 河原町丸太町 - 河原町三条（ → 四条河原町 → 四条京阪前 → ／ ← ）三条京阪前

概要
10号系統は、市内中心部（四条河原町・三条京阪）から丸太町通、千本通、今出川通を経由して、右京区御室・宇多野地区を結んでいる路線である。山越操車場にて操車を行なっている。御室・宇多野地区にとっては、59号系統、26号系統と並んで地域の中心路線である。北野天満宮、妙心寺、仁和寺といった観光施設や宇多野ユースホステルを通ることから、一定数の観光需要もある。また、当系統は、京都市役所、京都府庁の両方を経由する唯一の路線である。当系統の路線名は宇多野線である。
なお、鉄道路線とは、地下鉄烏丸線（丸太町駅）、地下鉄東西線（京都市役所前駅・三条京阪駅）、京阪本線（祇園四条駅）、京阪鴨東線（三条駅）、阪急京都線（京都河原町駅）、嵐電（北野白梅町駅、御室仁和寺駅）で接続している。
沿革
当系統は、長きにわたって祇園・四条河原町と御室・宇多野地区を結ぶ役割を果たしてきた。
- 1950年
  - 1月：10号系統を新設する。新設時の経路は、祇園 - 四条河原町 - 寺町二条 - 千本丸太町 - 宇多野（現：福王子）である。
  - 7月：宇多野 - 嵐山間を延長する。
- 1952年
  - 2月：11号系統との連結運転を開始する（祇園 - （10号系統） - 嵐山 - （11号系統） - 祇園）。
  - 12月
    - 10号系統は、嵐山 - 右京区役所前 - 梅津段町 - 祇園間を延長し、11号系統との連結運転を廃止する。
    - 10甲号系統を新設する。新設時の経路は、祇園 - （10号系統） - 宇多野である。
- 1953年
  - 3月：右京区役所前 - 西大路四条間を三条通経由に変更する。
  - 7月：平日のみ3月以前の経路に戻る。
- 1954年8月：嵯峨釈迦堂前 - 嵐山 - 四条河原町間を廃止する。
- 1957年2月
  - 嵯峨釈迦堂前 - 宇多野療養所前間を廃止し、起終点を変更する。
  - 10甲号系統を廃止する。
- 1962年11月
  - 10号系統は宇多野療養所前 - 山越間を延長する。
  - 10甲号系統を新設する。新設時の経路は、大覚寺前（現：小渕町） - 山越 - （10号系統） - 祇園である。
- 1963年5月：10甲号系統は大覚寺 - 大覚寺前間を延長する。
- 1965年1月：10号・10甲号系統の等持院道 - 北野白梅町を、等持院道（ → 山城高校前（現：府立体育館前） → ／ ← ）北野白梅町に変更する。
- 1969年10月：10号・10甲号系統の寺町丸太町 - 寺町二条 - 河原町二条を、寺町丸太町 - 河原町丸太町 - 河原町二条に変更する。
- 1970年12月
  - 10号系統は河原町三条 ← 四条河原町 ← 祇園を、河原町三条 ← 東山三条 ← 祇園に変更する。
  - 10甲号系統を廃止する。
- 1975年12月：10甲号系統を新設する。新設時の経路は、山越 - 広沢池 - 大覚寺である。
- 1981年5月：10甲号系統を廃止する。
- 1988年6月：河原町三条（ → 四条河原町 → ／ ← 東山三条 ← ）祇園を、河原町三条 - 三条京阪前に変更する。
- 1990年5月：川端通の開通に伴い、河原町三条 - 三条京阪前を、河原町三条（ → 四条河原町 → 四条京阪前 → ／ ← ）三条京阪前に変更する。
- 2003年1月：五条営業所廃止に伴い、梅津営業所に移管する。
- 2004年3月：山越 - 山越中町間を延長する（山越操車場への回送の営業運転化）。

停留所およびダイヤ
昼間の運転本数は20分毎である。入出庫を考慮して、四条京阪前止まり（10A入系統）、河原町三条始発（10A出系統）の便も存在する。沿線上に京都第二日赤病院（最寄り停留所：府庁前）がある関係でノンステップバスの運用も比較的多い。
特徴
四条河原町、三条京阪前発車時点の行き先幕は「北野天満宮 御室仁和寺 山越」であるが、北野天満宮前を過ぎると「宇多野 山越」に変わる。

### 11号系統
経路
- 11号：山越中町 - 嵯峨瀬戸川町 - 嵯峨小学校前 - 嵐山 - 下嵯峨 - 太秦天神川駅前 - 京都先端科学大学前 - 山ノ内 - 西大路三条 - 西大路四条 - 四条河原町（ → 四条京阪前 → ／ ← 河原町三条 ← ）三条京阪前
- 土休日11号：山越中町 - 嵯峨瀬戸川町（ → 角倉町 → ／ ← 嵯峨小学校前 ← 嵐山 ← ）下嵯峨 - （11号系統） - 三条京阪前

概要
11号系統は、市内中心部から嵐山を結ぶ路線でほぼ全区間で嵐電と並走している。一時期丸太町通を通る93号系統と連結運転していた時期があった（錦林車庫前発着時代）。山越操車場にて操車を行っている。当系統の路線名は太秦線である。土休日ダイヤの山越中町発は長辻通の交通規制により嵐山高架橋を経由するため、嵐山の中心部を通らない。
沿革
- 1950年10月：新設する。新設時の経路は、祇園 - 西大路四条 - 西大路三条 - 右京区役所前である。
- 1952年
  - 2月：右京区役所前 - 嵐山間を延長する。10号系統との連結運転を開始する。
  - 12月：10号系統との連結運転を廃止する。
- 1954年8月：嵐山 - 釈迦堂前間を延長する。
- 1957年2月：祇園 - 四条京阪前を、三条京阪南口 - 新橋 - 四条京阪前に変更する。
- 1974年11月：角倉町 - 嵐山を、角倉町（ ← 嵯峨校前 ← ）嵐山に変更する。
- 1982年9月：若松町 - 三条京阪前間を延長する。三条京阪前 - 新橋 - 四条京阪前を、三条京阪前 - 東山三条 - 祇園 - 四条京阪前に変更する。
- 1989年7月：若松町 - 四条河原町を、錦林車庫前 - 百万遍 - 東山三条 - 河原町三条 - 四条河原町に変更する。93号系統との連結運行を開始する。嵐山折返便の角倉町（ ← 嵯峨校前 ← ）嵐山を、角倉町（ ← 嵐山 ← ）嵯峨校前に変更する。
- 1997年10月：錦林車庫前 - 三条京阪前間を廃止し、嵐山 - 山越東町間を延長する。93号系統との連結運転を廃止する。三条京阪前 - 嵐山 - 山越東町となる。
- 2000年3月：山越中町 - 山越東町間を延長する。
- 2003年3月：河原町三条 → 三条京阪前を、御池通経由に変更する。
- 2004年3月：三条京阪止（2008年廃止）のみ、四条河原町 → 三条京阪前を、四条河原町 → 四条京阪前 → 三条京阪前に変更する。
- 2006年3月：三条京阪前付近の運転区間を変更し、四条河原町（ → 四条京阪前 → ／ ← 河原町三条 ← ）三条京阪前となる。
- 2008年
  - 3月：地下鉄東西線の太秦天神川駅延伸開業より遅れて、3月29日より供用開始された太秦天神川駅前バスターミナルと猿田彦橋を経由する経路に変更される予定だったが、三条御池交差点の整備が完了していない為に、暫定的に三条京阪行きは三条通に設置された仮設停留所での乗降扱い、山越中町行きは太秦天神川駅前停留所は設置せず、蚕ノ社停留所を兼用として乗降扱いされている。
  - 8月：三条御池交差点の整備完了により8月1日から上記の経路に変更し、太秦天神川駅前バスターミナルに乗り入れを開始する。
- 2010年3月：長辻通交通規制の通年実施に伴い、土曜・休日ダイヤのみ嵯峨瀬戸川町 → 嵐山 → 角倉町を、嵯峨瀬戸川町 →（高架道路）→ 角倉町に変更する。
- 2014年3月22日：均一区間拡大に伴い、全区間均一運賃区間になる。
- 2015年3月21日：京都学園大学京都太秦キャンパスの開設に伴い、太秦天神川駅前 - 猿田彦橋 - 庚申前を太秦天神川駅前 - 京都学園大学前（現：京都先端科学大学前） - 庚申前に変更する。
- 2019年3月16日：往路が新設の嵯峨野秋街道町停留所に停車する。
- 2020年3月20日：復路が嵯峨野秋街道町停留所に停車する。
- 2021年3月20日：河原町通 - 川端通間の三条通歩道拡幅整備により、経路を三条京阪前 → （三条通） → 河原町三条から、三条京阪前 → （御池通）→ 河原町三条に変更[3]。

運賃
全区間が均一運賃である。2014年3月までは山越中町 - 帷子ノ辻が均一区間外であった。
停留所およびダイヤ
昼間の運転頻度は、平日は20分間隔、土曜日、休日は30分間隔である。

### 26号系統
経路
- 26号：京都駅前 - 四条烏丸 - 西大路四条 - 西ノ京円町 - 御室仁和寺 - 山越中町

概要
26号系統は、京都駅から烏丸通、四条通、西大路通を経由して、右京区御室・宇多野地区を結んでいる路線である。路線名は福王子線である。山越操車場にて操車を行なっている。御室・宇多野地区にとっては、10号系統、59号系統と並んで地域の中心路線である。また、御室地区には妙心寺や仁和寺といった観光施設、宇多野地区には宇多野ユースホステルがあることから、一定数の観光需要もある。
なお、当系統の鉄道との接続は、地下鉄烏丸線（四条駅）、地下鉄東西線（西大路御池駅）、阪急京都線（西院駅）、JR嵯峨野線（円町駅）、嵐電（西院駅）である。
沿革
- 1955年
  - 3月：26号系統を新設する。新設時の経路は、西洞院塩小路（現：下京区総合庁舎前） - 京都駅前 - 四条烏丸 - 西大路四条 - 西大路三条である。
  - 6月：西大路三条 - 白梅町（現：北野白梅町） - （一条通） - 宇多野（現：福王子）間を延長する。
- 1961年6月：福王子 - 宇多野間を延長する。
- 1962年11月
  - N26号系統を新設する。新設時の経路は、西大路四条 - 北野白梅町（ → ／ ← わら天神前 ← 立命館大学理工学部前（現：立命館大学前）← ）御室（現：御室仁和寺）である、
  - 26号系統は宇多野 - 山越間を延長し、三哲 - 京都駅前間を廃止する。起終点を変更する。
  - 26甲号系統を新設する。新設時の経路は、大覚寺前（現：小渕町） - 山越 - （26号系統） - 京都駅前である。
- 1963年5月：26甲号系統は大覚寺 - 大覚寺前間を延長する。
- 1965年
  - 1月：26号・26甲号系統の等持院道 - 大将軍を、等持院道（ → 山城高校前（現：府立体育館前） → ／ ← 北野白梅町 ← ）大将軍に変更する。
  - 7月：26号・26甲号系統は京都駅前 - 三哲間を延長する。
- 1969年10月：26甲号系統を廃止する。
- 1972年1月：N26号系統は四条河原町 → 西大路四条間を延長し、御室 → わら天神前 → 西大路四条を廃止する。
- 1974年4月：26号系統の京都駅前 - 三哲間を廃止する。
- 1978年10月：N26号系統を廃止する。
- 2004年3月：山越中町 - 山越間を延長する。

当系統は、誕生以降、京都駅と御室・宇多野地区を結ぶ役割を持っている。1965年以降、大きな経路変更は実施されておらず、2004年に山越-山越中町間が延伸された程度である（これも山越操車場への回送の営業運転化である）。
1973年に八条営業所の担当路線であった後、長らく五条営業所による運行であったが、2003年1月に五条営業所が廃止されてからは梅津営業所が運行していた。九条営業所が運行するようになったのは2005年3月からであるが、2014年3月に再度梅津営業所に移管された。
2012年3月の水族館シャトル運転開始に伴い、旧定期観光車の運行の支障となるため、京都駅前ののりばがB4からD3に変更された。
特徴
京都駅前発車時点の行き先幕は「北野白梅町 御室仁和寺 山越」であるが、北野白梅町を過ぎると「宇多野 山越」に変わる。
停留所およびダイヤ
昼間の運転本数は、平日・土曜日・休日とも20分毎である。

### 59号系統
経路
- 59号：山越中町 - 御室 - 竜安寺前 - わら天神前 - 千本北大路 - 千本今出川 - 河原町今出川 - 河原町三条（ → 四条河原町 → 四条京阪前 → ／ ← ）三条京阪前
- 特59号（59A・59B）：山越中町 - 広沢池・佛大広沢校前 - 山越 - （59号） - 三条京阪前（59Aは往路で、59Bは復路で広沢池を経由する。）

概要
59号系統は、右京区御室・宇多野地区から千本通、今出川通、河原町通を経由して、市内中心部（四条河原町・三条京阪）を結んでいる路線である。山越操車場にて操車を行なっている。御室・宇多野地区にとっては、10号系統、26号系統と並んで地域の中心路線である。京都御所、金閣寺、竜安寺、仁和寺といった観光施設を結んでいる。また、立命館大学と同志社大学を結ぶ路線でもある（同様の路線は、他に51号系統がある）。近年は昼間20分おきの10号系統よりも本数が増えてきており、以前は昼間15分おきであったが、2014年3月22日からは昼間12分おきに増発された。当系統の路線名は衣笠線である。
鉄道路線とは、地下鉄烏丸線（今出川駅）、地下鉄東西線（京都市役所前駅・三条京阪駅）、京阪本線（祇園四条駅）、京阪鴨東線（三条駅、出町柳駅（最寄り停留所は河原町今出川、叡山電車とも接続））、阪急京都線（京都河原町駅）で接続している。
沿革（47、215号系統を含む）
- 1961年
  - 8月：59号系統を新設する。新設時の経路は、金閣寺前 - 市電金閣寺前（現：金閣寺道） - 千本北大路 - 千本今出川 - 河原町今出川 - 河原町三条 - 三条京阪南口（現：三条京阪前）である。
  - 10月：若松町 - 三条京阪南口間を延長し、起終点を変更する。
  - 11月：金閣寺前 - 御室間を延長する。
- 1962年9月：若松町 - 三条京阪南口間を廃止する。
- 1965年7月：山越 - 御室間を延長し、起終点を変更する。
- 1966年3月までに：59甲号系統を新設する。新設時の経路は、御室 - （59号系統） - 三条京阪南口である。
- 1969年10月：59甲号系統を廃止する。
- 1974年
  - 4月：215号系統を新設する。新設時の経路は、三哲（現；下京区総合庁舎前） - 京都駅前 - 塩小路高倉 - 河原町三条 - 河原町今出川 - 烏丸今出川 - 烏丸車庫前（現：烏丸北大路）である。
  - 6月：215号系統の三哲 - 京都駅前間を廃止する。
- 1981年5月：215号系統の京都駅前 - 河原町三条を三条京阪前 - 河原町三条に変更し、47号系統に系統番号を変更する。
- 1987年11月：47号系統は山越 - 千本北大路 - 北大路バスターミナル間を延長し、特59号系統に系統番号を変更する。
- 1990年5月：59号・特59号系統の河原町三条 - 三条京阪前を、河原町三条（ → 四条河原町 → 四条京阪前 → ／ ← ）三条京阪前に変更する。
- 1994年3月：臨59号系統を新設する。新設時の経路は、山越 → 京福嵐山駅前 → 嵐山（ → ／ ← 京福嵐山駅前 ← ）（嵯峨釈迦堂前） - （小渕町） - 大覚寺 - （小渕町） - （山越） - ユースホステル前 - （福王子） - 御室仁和寺 - 竜安寺前 - 立命館大学前 - （金閣寺前） - 金閣寺道 - （千本北大路） - 大徳寺前 - 北大路バスターミナルである。
- 1996年3月
  - 特59号系統の北大路バスターミナル - 三条京阪前間を廃止する。
  - 臨59号系統を廃止する。
- 1997年10月：特59号系統を廃止する。
- 2004年
  - 3月：山越中町 - 山越間を延長する。
  - 11月：特59号系統を新設する。新設時の経路は、山越中町 - 広沢池・佛大広沢校前 - 山越 - （59号系統） - 三条京阪前。

停留所およびダイヤ
平日昼間の運転本数は12分毎である。入出庫を考慮して、四条京阪前止まり（59A入系統）、河原町三条始発（59A出系統）の便も存在する。また、昼間は4本のうち1本は特59号系統である。
特徴
四条河原町・三条京阪発車時点の行き先幕は「金閣寺 竜安寺 山越」であるが、金閣寺道を過ぎると「宇多野 山越」に変わる。
（広沢池経由の場合、四条河原町・三条京阪発車時点の行き先幕は「金閣寺 竜安寺 佛大広沢校」であるが、金閣寺道を過ぎると「宇多野 佛大広沢校 山越」に変わる。）

## 撤退路線

### 5号系統
現在は九条営業所が運行

### 6号系統
現在は九条営業所が運行

### （旧）7号系統
運行していた区間
7：若松町（現廃止） - 三条京阪南口（現：三条京阪前） - 河原町三条 - 四条河原町 - 四条御前通 - 御前通八条 - 西大路八条 - 西大路九条 - 洛陽高校前（ → 西寺前 → ／ ← 羅城門 ← ）東寺西門前
沿革
- 1957年12月：7号系統を新設する。新設時の経路は三条京阪南口 - 河原町三条 - 四条河原町 - 四条車庫前（現：四条御前通） - 御前通八条 - 西大路八条 - 西大路九条 - 洛陽高校前（現：九条御前通） - 西寺前 - 東寺西門前 - 六孫（現：六孫王神社前）である。
- 1958年10月：若松町 - 三条京阪南口を延長する。
- 1959年10月：起終点を変更する。
- 1960年9月：起終点を変更する。
- 1966年3月：若松町 - 三条京阪南口 - 河原町三条を若松町（ → 三条京阪南口 → ／ ← （三条花見小路） ← 三条京阪前 ← ）河原町三条に変更する。
- 1967年6月：洛陽高校前 - 西寺前 - 東寺西門前 - 六孫を洛陽高校前（ → 西寺前 → ／ ← 羅城門 ← ）東寺西門前に変更する。
- 1972年1月：洛陽高校前（ → 西寺前 → ／ ← 羅城門 ← ）東寺西門前を洛陽高校前 - 西寺前 - 東寺西門前 - 九条車庫前に、若松町（ → 三条京阪南口 → ／ ← （三条花見小路） ← 三条京阪前 ← ）河原町三条を三条京阪南口 - 河原町三条に変更する。起終点を変更する。
- 1973年1月：九条車庫前 - 東寺西門前 - 西寺前 - 洛陽高校前を東寺西門前（ → 羅城門 → ／ ← 西寺前 ← ）に変更する。起終点を変更する。
- 1980年2月：若松町 - 三条京阪南口を延長する。
- 1981年5月：7号系統を廃止する。

その他
御前通を運行する最後の市営バスであった。

### 13号系統
現在は横大路営業所（阪急バス委託）が運行

### 24号系統
運行していた区間
24：梅津車庫前（現：京都外大前） - 西大路四条 - 四条河原町 - 河原町今出川 - 洛北高校前 - 高野（ → 田中大久保町 → ／ ← 一乗寺地蔵本町 ← ）高原町
沿革
- 1977年10月：233号系統を新設する。新設時の経路は四条烏丸市バスセンター - 四条河原町 - 葵橋西詰 - 市電洛北高校前（現：洛北高校前） - 市電高野（現：高野）（ → 田中大久保町 → ／ ← 一乗寺地蔵本町 ← ）高原町である。
- 1981年5月：233号系統の系統番号を24号系統に変更する。
- 1985年4月
  - みぶ（現：みぶ操車場前） - 四条大宮 - 四条烏丸を延長する。四条烏丸市バスセンター乗り入れを廃止する。
  - 24入庫系統は四条烏丸 → 梅津車庫前を延長する。
- 1989年7月
  - みぶ - 四条大宮を梅津車庫前（現：京都外大前） - 四条大宮に変更する。
  - 24入庫系統を廃止する。
- 1997年10月：廃止する。

### 28・38号系統
28号系統のみ存続、洛西営業所（近鉄バス委託）が運行

### 31号系統
現在は烏丸営業所が運行

### 51号系統
現在は西賀茂営業所が運行

### 55号系統
現在は西賀茂営業所が運行

### （旧）58号系統
運行していた区間
58：若松町（現廃止） - 三条京阪南口（現：三条京阪前） - 四条河原町 - 四条大宮 - 九条大宮 - 羅城門 - 上鳥羽村山町 - 久世橋東詰 - 久世橋（現：久世橋西詰）（ → 築山 → ／ ← 中久世 ← 久世殿城町 ← ）久世工業団地前
沿革
- 1957年10月：58号系統を新設する。新設時の経路は三条京阪南口 - 河原町三条 - 四条河原町 - 四条大宮 - 九条大宮 - 羅城門 - 上鳥羽小学校前 - 久世橋である。
- 1962年
  - 8月：若松町 - 三条京阪南口を延長する。
  - 9月：三条京阪南口 - 河原町三条 - 四条河原町を三条京阪南口 - （三条花見小路） - 新橋（現廃止） - 四条京阪前 - 四条河原町に変更する。
- 1963年5月：久世橋 - 築山 - 久世殿城町 - 東土川（現：国道東土川）を延長し、起終点を変更する。
- 1965年
  - 1月：58甲号系統を新設する。新設時の経路は東土川 - （58号系統） - 四条大宮である。
  - 11月：58甲号系統は四条大宮 - 四条烏丸市バスセンター（現廃止）を延長する。
- 1969年1月：58号・58甲号系統は東土川操車場（現：久我石原町） - 東土川を延長する。
- 1970年3月
  - 58号系統の東土川操車場 - 久世橋を久世工業団地前（ → 中久世 → ／ ← 築山 ← ）久世橋に変更し、起終点を変更する。
  - 58甲号系統を廃止する。
- 1978年10月：三条京阪南口 - 新橋 - 四条京阪前 - 四条河原町を三条京阪南口 - 河原町三条 - 四条河原町に変更する。
- 1981年5月：58号系統を廃止する。

### 61号系統
運行していた区間
61：梅津車庫前（現：京都外大前） - 西京極 - 堀川五条 - 北大路堀川 - 千本北大路 - 南木ノ畑町（ → ／ ← 紫野泉堂町 ← ）玄琢
沿革
- 1964年1月：61号系統を新設する。新設時の経路は五条車庫前 - 西大路花屋町 - 西大路五条 - 堀川五条 - 北大路堀川 - 船岡公園前（現：建勲神社前） - 紫野高校前（現廃止） - 今宮神社前 - 大宮上野（現：紫野上野町） - 大宮泉堂町（現：紫野泉堂町）（ → 南木ノ畑町（現：佛教大学前） → ／ ← ）玄琢である。
- 1968年1月：五条車庫前 - 西大路花屋町 - 西大路五条を五条車庫前 - 中ノ橋五条 - 西大路五条に変更する。
- 1974年4月：五条車庫前 - 中ノ橋五条を梅津車庫前 - 西京極 - 中ノ橋五条に変更する。
- 1981年5月：船岡公園前 - 今宮神社前 - 大宮上野 - 紫野泉堂町（ → 南木ノ畑町 → ／ ← ）玄琢を船岡公園前 - 千本北大路 - 南木ノ畑町（ → ／ ← 紫野泉堂町 ← ）玄琢に変更する。
- 1997年10月：廃止する。

### （旧）70号系統
運行していた区間
70：梅津車庫前（現：京都外大前） - 四条大宮 - 九条大宮 - 羅城門 - 千本十条 - 吉祥院天満宮前（ → 吉祥院西ノ茶屋町 → 吉祥院長田町 → ／ ← ）塔南高校前
沿革
- 1965年3月：70号系統を新設する。新設時の経路は四条車庫前（現：四条御前通） - 四条大宮 - 九条大宮 - 羅城門 - 千本十条 - 吉祥院天満宮前（ → 吉祥院西ノ茶屋町 → 吉祥院長田町 → ／ ← ）塔南高校前である。
- 1969年10月：梅津車庫前 - 四条車庫前を延長する。
- 1981年5月：70号系統を廃止する。

### 71号系統
現在は九条営業所が運行

### 74号系統
運行していた区間
74：梅津車庫前（現：京都外大前） - 阪急西京極 - 光華学園前（現：光華女子学園前） - 西京極 - 西京極午塚町 - 梅津石灘町 - 梅津段町（ → 右京区役所前（現：太秦広隆寺前） → ／ ← 梅津車庫前 ← ）蚕ノ社
沿革
- 1977年10月：74号系統を新設する。新設時の経路は梅津車庫前 - 西京極北大入町 - （天神川通） - 阪急西京極 - （葛野大路通） - 光華学園前 - 西京極 - 西京極午塚町 - （高辻通） - 梅津石灘町 - 梅津段町（ →右京区役所前 → ／ ← 日新電機前 ← 梅津車庫前 ← ）蚕ノ社である。
- 1981年5月：74号系統を廃止する。

### 84号系統
現在は横大路営業所（エムケイ委託）が運行

### 86号系統
現在は錦林出張所（京都バス委託）が運行

### 91号系統
現在は洛西営業所（近鉄バス委託）が運行

### 92号系統
烏丸営業所を参照

### （旧）100・（旧）101号系統
運行していた区間
100：四条大宮 - [ 比叡山ドライブウェイ] - 四明嶽
101：京都駅前 - [ 比叡山ドライブウェイ] - 四明嶽
沿革
- 1958年4月：
  - 100号系統を新設する。新設時の経路は、四条大宮 - 四条河原町 - 河原町三条 - 三条京阪南口（現：三条京阪前） - 東山三条 - 百万遍 - 銀閣寺道 - 北白川別当町 - 北白川仕伏町 - 四明嶽である。
  - 101号系統を新設する。新設時の経路は、京都駅前 - 烏丸今出川 - 銀閣寺道 - 北白川別当町 - 北白川仕伏町 - 四明嶽である。
- 1962年3月
  - 100号系統の四条堀川 - 四条河原町 - 河原町三条を四条堀川 - 堀川御池 - 河原町三条に変更する。
  - 101号系統の烏丸五条 - 烏丸今出川 - 百万遍を烏丸五条 - 五条大宮 - 四条大宮 - 四条堀川 - 堀川御池 - 河原町三条 - 三条京阪南口 - 東山三条 - 百万遍に変更する。
- 1983年11月：100号・101号系統を廃止する。

現在では、京都バスや京阪バスが走る比叡山ドライブバスは、1983年までは京都市営バスによる運行も行われていた。歴史は古く、1958年から前記2社と共同で運行が行われてきた。しかし、自動車交通の発展とともに、利用客の減少が続いたこともあって、市営バスは1983年に当路線から撤退することとなった（末期は五条営業所と当営業所で運行）。

### 急行101号系統
九条営業所を参照

### （旧）104号系統
運行していた区間
104：京都駅前 - 烏丸七条 - （烏丸五条）（ → 四条烏丸 → ／ ← （堀川五条） ← ）四条大宮 - 西大路四条 - 松尾橋 - （罧原町） - 嵐山 - 大覚寺道 - 清滝道 - [ 嵐山-高雄パークウエイ] - 西山高雄 ← 高雄
沿革
- 1965年
  - 11月：104号系統を新設する。新設時の経路は、京都駅前（ → 四条烏丸市バスセンター → ／ ← （堀川塩小路） ← ）（四条堀川） - 松尾橋 - （罧原町） - 嵐山 - 大覚寺道 - 西山高雄 - 高雄である。
  - 12月：104号系統を休止する。
- 1966年3月：104号系統を再開する。3月20日～12月第2日曜日のみの運行となる。
- 1975年10月：西山高雄 - 高雄を廃止する。
- 1977年10月：高雄 → 西山高雄を延長する。
- 1983年11月：廃止する。

京都バスが走る嵐山-高雄パークウエイであるが、1983年までは京都市営バスによる運行も行われていた。なお、現在でも紅葉シーズンには8号系統の臨時便の形で西山高雄までの運転が行われている（末期は五条営業所と当営業所で運行）。

### 急行110号系統
経路
- 急行110号：梅小路公園・京都鉄道博物館前 - 七条大宮・京都水族館前 - 京都駅前 - 七条京阪前 - 東山七条 - 祇園 - 東山三条（ → 岡崎公園 動物園前 → ／ ← 神宮道 ← ） 岡崎公園 美術館・平安神宮前

概要
急行110号系統は、京都鉄道博物館・京都水族館・梅小路公園と東山・岡崎地区を結ぶ路線。京都駅前 - 岡崎公園動物園前間では100号系統の補完路線となっていた。2021年3月20日に86号系統と統合され廃止。
沿革
- 2013年4月：行楽期のみの臨時便として、岡崎・東山・梅小路Expressを新設する。新設時の経路は、梅小路公園（現：梅小路公園・京都鉄道博物館前） - 七条大宮・京都水族館前 - 京都駅前 - 七条京阪前 - 東山七条 - 祇園 - 東山三条（ → （東山仁王門） → 動物園前（現：岡崎公園 動物園前） → ／ ← 神宮道 ← ）京都会館美術館前（現：岡崎公園 美術館・平安神宮前）。
- 2014年3月22日：土曜・休日のみの定期便となる。
- 2016年3月19日：平日の定期運転を開始し、急行110号系統に系統番号を変更する。
- 2021年3月20日：86号系統に統合に伴い廃止[3]。

停留所およびダイヤ
停車する停留所は、七条大宮・京都水族館前、京都駅前、七条京阪前、博物館三十三間堂前、東山七条、五条坂、清水道、祇園、東山三条、岡崎公園 動物園前（往路のみ）、岡崎公園 美術館・平安神宮前、神宮道（復路のみ）、東山三条となっていた。
平日の昼間 - 夕方に1時間に1本、土曜・休日の昼間 - 夕方に1時間に2本運転されていた。

### 特206号系統
運行していた区間
特206：京都駅前 - 烏丸七条 - 東山七条 - 祇園 - 東山仁王門（ → ／ ← 東山二条 ← ）京都会館美術館前
沿革
- 1992年12月：特206号系統を新設する。新設時の経路は京都駅前 - （206号系統） - 祇園 - 四条烏丸 - 京都駅前である。
- 1996年3月：特206号系統を廃止する。
- 1999年3月：特206号系統を新設する。新設時の経路は京都駅前 - （206号系統） - 東山仁王門（ → ／ ← 東山二条 ← ）京都会館美術館前である。
- 2005年3月：特206号系統を廃止する。

### 東10号系統
醍醐営業所を参照

### 水族館シャトル
九条営業所を参照

## 車両
1981年5月以降、シャーシはいすゞ自動車製および日野自動車製に統一されていたが、近年では一般競争入札の実施により、国産4メーカーの車両が新製配置されている。
梅津営業所は五条営業所廃止前に拡張工事を行なったため、車両の収容容量が大きく、九条営業所とともに車両数が多い。
車両は交通局直営系統と西日本JRバス委託系統で分けられている。
かつて運行されていた急行100号系統には専用の車両が入っており、全面ラッピングの施された車両が優先的に使用されてきたが、近年観光系統共通の部分ラッピング車の投入に伴い、専用塗装車は順次一般塗装への復元が行われた。
- 三菱ふそうKL-MP37JK改（2007年製、ノンステップ、天然ガスバス）：3台 ※2014年に一般塗装車から転用

過去の車両
- いすゞKC-LV280L（1995年製、ツーステップ、西日本車体工業製）：2台
- いすゞNE-LV288L（1997年～1999年製、ツーステップ、天然ガスバス）：7台

梅津営業所は七本松花屋町（最寄停留所：京都リサーチパーク前）にあるガススタンドに近いため、天然ガスバスの台数が多く、現在京都市バスの天然ガスバスは全て梅津営業所に集約されている。天然ガスバス以外にも、低公害バスを投入している。2020年現在、梅津営業所には以下のバスが所属している。
- 三菱ふそうKL-MP37JK改（2007年製、ノンステップ、天然ガスバス）：3台 ※洛バス専用車
- いすゞPDG-LV234N2改（2008年製、ノンステップ、天然ガスバス）：6台
- 日野BJG-HU8JMFP（2010年製、ノンステップ、電気式ハイブリッドバス）：2台
- 日野LJG-HU8JMGP（2012年～2015年製、ノンステップ、電気式ハイブリッドバス）：12台

過去の車両
- いすゞNE-LV288L（1997年～1999年製、ツーステップ、天然ガスバス）：8台 ※7台が洛バス専用車
- 日野KC-RU1JLCH（1997年製、ツーステップ、電気式ハイブリッドバス）：5台
  - 日野製の電気式ハイブリッドバスは、「HIMR」と称している。

## 四条営業所
京都市営バス四条営業所（きょうとしえいバスしじょうえいぎょうしょ）は京都市中京区壬生仙念町にあった京都市営バスの営業所である。
梅津営業所開設に伴い廃止された。

### 沿革
- 1956年10月1日：四条運輸事務所として開設する[2]。
- 1958年10月2日：四条運輸事務所東山支所を開設する[2]。
- 1961年10月16日：東山支所を廃止する[2]。
  - 1964年までに四条営業所に改称する。
- 1964年7月15日：四条営業所山科支所を開設する[2]。
- 1967年
  - 2月1日：山科支所を醍醐営業所に昇格する[2]。
  - 12月2日：四条営業所を廃止し、梅津営業所を開設する[2]。